# Daka József
Daka József (Szarvas, 1919. június 25. – Eger, 2016. június 17.) magyar villanyszerelő, műszaki előadó, aki azzal vált híressé, hogy 2009-ben bejelentette trónigényét, és azt állította, származása az Árpád-házig vezethető vissza. Álláspontja nem talált támogatásra, sokan egyszerű történelmi hamisítványnak minősítik állításait.

## Élete
Daka József fiatalkora nem teljesen ismert. Saját állítása szerint Szarvason született, és a trianoni békeszerződés  után Nagyszentmiklóson nőtt fel. Családja baráti kapcsolatban volt Petru Grozával.[forrás?] A második világháború alatt a katonaságnál szolgált. Ezt követően történt állítólagos megkoronázása.
Háború utáni éveiről keveset nyilatkozott: „A hadseregből való leszerelést követően iparengedélyt váltottam villanyszerelésre, majd hét év működés után államosítottak. Ezután, mint műszaki előadó helyezkedtem el. Nagyon sokáig megfigyelés alatt voltam.”
Azaz az IKV-nél dolgozott műszaki előadóként, majd az állami hivatalok épületeit karbantartó vállalatnál volt előadó, onnan ment nyugdíjba.

## Ismertsége
Már 90 éves volt, amikor felfigyelt rá a közvélemény. 2009-ben jelentette be (ekkor Egerben élt), hogy családja IV. Béla magyar király Jolánta (Jolanda, Jolán) nevű leányától és Dzsingisz mongol nagykán Kadan nevű unokájától származik.
Arra is utalt, hogy ez az állítólagos tény sokak előtt ismeretes volt, ezért Horthy Miklós kormányzó 1944. június 25-én titokban megkoronáztatta légyen őt, azonban nem sokkal később el kellett hagynia az országot.
Daka József 97 éves korában, 2016-ban hunyt el. 2016. június 27-én Egerben temették el.

## Megítélése
Történetét általában nem fogadták el hitelesnek, állításairól bizonyító iratokat nem tudott felmutatni.
Állításaival több internetes oldal foglalkozott, és részletenként igyekeztek megcáfolni azokat, bár voltak egyszerűbb, gúnyos hangvételű megjegyzések is Daka József állítólagos „királyságával” kapcsolatban.
Daka József esete felvetette a jelenkori Árpád-házi leszármazottak kérdéskörét. 2018-ban Csorba László történész egy interjújában nem tartotta kizártnak, hogy éljenek napjainkban is a régi királyok leszármazottai, azonban tekintettel a források hiányosságára sok személy esetén, nehezen gondolja, hogy ez bizonyítható lenne, esetleg csak DNS vizsgálatok alapján:
„Ha az Árpád-házról beszélünk, sok tagot számláló nemzetségről van szó, amelynek azonban időnként egy ágra szűkült le a leszármazási vonala. Ugyanakkor bizonyosan voltak olyan tagok is, akiknek nem lehet követni a nyomát a történelemben. Semmi izgalmas dolog nem történt velük, vagy legalábbis nem maradt róla forrás, márpedig a történész csak arról tud szólni, aki valamilyen nyomot hagyott maga után.”
Árpádházi Boldog Jolán (1235–1298) 1256-ban a Piast-házból származó Boleszláv gniezno-i (Lengyelország) herceg (1224–1279) felesége lett, és három gyermekük neve (Erzsébet, Hedvig, Anna) ismert. Kadan nevű állítólagos mongol herceggel való korai kapcsolatáról a történettudomány nem tud.

## Emlékezete
D. J. emlékére
Személyén alapul Krasznahorkai László Zsömle odavan c. 2024-ben megjelent regényének Kada József nevű főhőse, aki szintén az Árpád-ház utolsó leszármazottjának vallja magát, illetve számos életrajzi párhuzam felfedezhető a két személy között.

## Videófelvétel
- MagyarVagyok interjú: Árpád-házi Daka József. Magyarország élő megkoronázott Királya – Youtube.com, Közzététel: 2011. szept. 7.
- Uralkodó vagy a mesemondás királya? Archiválva 2021. december 3-i dátummal a Wayback Machine-ben – Rtl.hu, Közzététel: 2010. nov. 19.